# 錢德勒維爾鎮區 (伊利諾伊州卡斯縣)
錢德勒維爾鎮區（英語：Chandlerville Township）是位於美國伊利諾伊州卡斯縣的一個行政鎮區。

## 地方資料
根據2010年美國人口普查的數據，錢德勒維爾鎮區的面積為65.70平方千米，當中陸地面積為64.80平方千米，而水域面積為0.90平方千米。當地共有人口480人，而人口密度為每平方千米7.31人。